# Marco Zipoli
Marco Zipoli (ur. 16 czerwca 1990 roku w Genui) – włoski kierowca wyścigowy.

## Kariera
Zipoli rozpoczął karierę w międzynarodowych wyścigach samochodowych w 2006 roku od startów w Formule Azzura, gdzie jednak nie zdobywał punktów. Rok później został wicemistrzem tej serii. W późniejszym okresie Włoch pojawiał się także w stawce Włoskiej Formuły 3.
W 2009 roku Zipoli pełnił rolę kierowcy testowego ekipy Scuderia Ferrari w Formule 1.